# Scaley Beck
Der Scaley Beck ist ein Wasserlauf im Lake District, Cumbria, England. Er entsteht im Osten des Blencathra und fließt in südlicher Richtung bis zu seiner Mündung in den River Glenderamackin.